# 吴益修
吴益修（1908年—？），福建漳州人，中华人民共和国政治人物，曾任北京天坛医院内科副主任，中央华侨事务委员会委员。

## 生平
1954年，当选第一届全国人民代表大会代表。